# 前泊理花
前泊 理花（まえどまり りか、1988年1月29日 - ）は、日本の女性ファッションモデル。愛称は、LICCA（リッカ）。

## 人物
東京都出身。クレヨンに所属、ファッションモデルとして『公文式』ポスターで芸能界にデビュー。主にCM、雑誌で活動。NHK教育『天才てれびくん』1998年度コーナー「TTKダンスプロジェクト」TTK Dance Projectに出演しており、なりきりダンサーとしても活動している。

## 出演

### テレビ番組
- 天才てれびくん TTKダンスプロジェクト（1998年 - 1999年、NHK教育テレビ）TTK Dance Project

### CM
- 公文式、ポスター
- 江崎グリコ、ポスター
- 出光石油
- ファンテーヌ

## 書籍

### 雑誌連載
- 5年の科学（学研）モデル